# Zygodon longisetus
Zygodon longisetus är en bladmossart som beskrevs av Robert Statham Williams 1927. Zygodon longisetus ingår i släktet ärgmossor, och familjen Orthotrichaceae. Inga underarter finns listade i Catalogue of Life.